# Charles Sylvester
Charles Sylvester (1774–1828) est un chimiste et un inventeur né à Sheffield. Il a travaillé sur la galvanisation, le chauffage et l'assainissement des bâtiments publics et les frottements dans le transport sur rail, entre autres sujets d'études.

## Biographie
Charles Sylvester est né en 1774 à Sheffield, qui fait alors partie du Derbyshire. Il épouse Sarah Dixon en 1798, trois mois avant la naissance de leur fils John. Sarah donne ensuite naissance à deux autres fils ainsi qu'à trois filles, mais John est le seul garçon à parvenir à l'âge adulte.
Charles Sylvester fait des expériences sur la galvanisation du fer et de l'acier. La méthode qu'il brevète avec ses deux co-inventeurs implique de constituer une pile voltaïque à partir des objets à galvaniser et de morceaux de zinc, puis de plonger l'ensemble dans l'eau de mer.

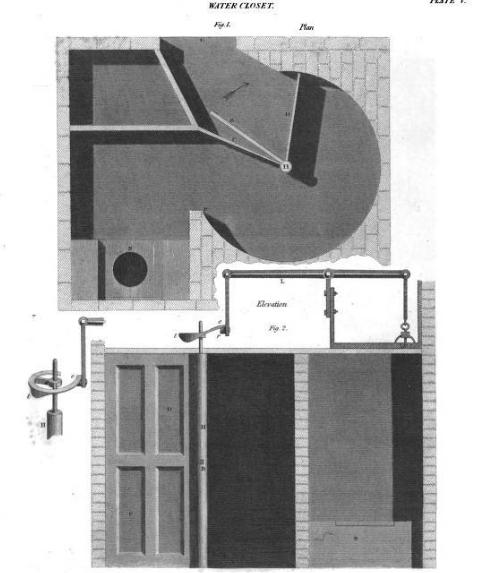
Plans de toilettes à ventilation et nettoyage automatiques.

En 1807, Charles Sylvester déménage pour Derby où il travaille avec William Strutt à la construction de l'infirmerie royale de la ville. Sylvester joue un rôle déterminant dans la conception du système de chauffage du nouvel hôpital. Il publie ses idées dans The Philosophy of Domestic Economy: as exemplified in the mode of Warming, Ventilating, Washing, Drying, & Cooking... in the Derbyshire General Infirmary, en 1819. Toutefois, le livre est dédié à Strutt auquel Sylvester prend soin d'attribuer de nombreuses inventions, en précisant en outre que les dispositifs de chauffage qu'il a lui-même installés dans la nouvelle infirmerie avaient déjà été expérimentés dans les maisons de Strutt et de ses amis. Sylvester décrit également les dispositifs conçus pour l'amélioration de l'hygiène, comme les toilettes à nettoyage et ventilation automatiques : ces toilettes disposaient d'une porte spécialement conçue pour renouveler l'air à la sortie de l'usager. Le même mouvement de la porte déclenchait le nettoyage de la cuvette.
Charles Sylvester décrit d'autres caractéristiques de l'infirmerie, comme sa construction à l'épreuve du feu et l'installation qui permet aux patients de respirer un air chaud renouvelé tandis que l'air usé est canalisé vers le dôme de verre et de fer placé au centre. Sa description des avancées accomplies par Strutt est un succès à trois niveaux : il peut lui-même appliquer les innovations réalisées en matière de chauffage dans de nombreux autres projets de construction ; l'infirmerie de Derby est considérée comme à la pointe de l'architecture européenne, architectes et personnalités en visite viennent en observer les caractéristiques ; pour finir, l'élection de Strutt à la Royal Society est soutenue par cinq parrains distingués, dont Marc Isambart Brunel et James Watt.
Charles Sylvester est membre, comme William Strutt, de la Société philosophique de Derby animée par Erasmus Darwin.
Sylvester est chargé par le président de la compagnie Liverpool and Manchester Railway d'une mission de conseil et il écrit un Rapport sur les chemins de fer et les machines locomotrices. Il y inclut une comparaison entre canaux et voies ferrées. Il observe qu'un surcroît d'énergie fournit plus de vitesse sur le rail, alors que sur l'eau, l'énergie requise pour augmenter la vitesse varie comme le carré de celle-ci.
Un buste de Charles Sylvester est modelé par Francis Chantrey. Une copie en est exposée au musée de Derby.